# In Amenas (distrito)
In Amenas é um distrito localizado na província de Illizi, Argélia, e cuja capital é a cidade de mesmo nome, In Amenas. A população total do distrito era de 17 422 habitantes, em 2008, sendo o maior distrito da província por área e a segunda maior em população (depois do distrito de Djanet).

## Municípios
O distrito está dividido em três municípios:
- In Amenas
- Bordj Omar Driss
- Debdeb